# Герб Ставрополя
Герб Ставрополя — наряду с гимном и флагом является официальным символом города Ставрополя.
Новый Герб утверждён решением Ставропольской городской Думы от 26 февраля 2021 г. № 533.

## Описание и обоснование символики
Официальное описание гласит:

Геральдический щит четверочастно разделен зеленью и червленью; в первой части в зеленом поле под серебряной пятилучевой звездой стоящая на серебряной горе золотая крепость; во второй части в красном (червленом) поле под серебряной о пяти зубцах короной выходящее из чаши того же металла золотое пламя; в третьей части в красном (червленом) поле – серебряный трехкупольный православный храм и колокольня, купол и кресты – золотые; в четвертой части в зеленом поле – всадник в золотой бурке и папахе, на серебряном коне, обращенном вправо. Поверх всего щита золотая фигура (штабовый крест), образованная укороченным поясом и пониженным столбом. Щит увенчан золотой о пяти зубцах короной, окруженной по обручу золотым лавровым венком, и обрамлен по сторонам и снизу дубовым венком того же металла с вплетенной в него лентой ордена Октябрьской Революции.

Главной фигурой герба города Ставрополя является крест, отражающий название города Ставрополя в переводе с греческого ‒ «Град креста». Он делит щит на четыре поля. В правом верхнем поле размещено изображение исторического герба губернского города Ставрополя, утвержденного 5 июля 1878 года. В левом верхнем поле помещено стилизованное изображение герба города, принятого в 1968 году. Правое нижнее поле занимает силуэт Казанского кафедрального собора, возведенного в честь Казанской иконы Божьей Матери, которая является покровительницей города Ставрополя, так как он был основан в праздник этой иконы 22 октября 1777 года. С 1843 года Ставрополь является центром православной епархии – изначально Кавказской, а в настоящее время Ставропольской и Невинномысской, кафедра которой находится в Казанском соборе. В левом нижнем поле изображен всадник, символизирующий основателей города, которыми были казаки Хоперского казачьего полка и конники Владимирского драгунского полка. Вплетенная в дубовый венок лента символизирует имеющуюся у города Ставрополя государственную награду – орден Октябрьской Революции.
В гербе города Ставрополя нашли отражение такие темы, как основание города и его историческая роль как одного из форпостов России на Северном Кавказе. Город Ставрополь представлен также как православный духовный центр. Герб 1878 года подчеркивает историческую преемственность, а герб 1968 года олицетворяет историю сложного XX века, с революцией, войнами и трудовыми достижениями. 

## История

### Герб 1878 года
Первые попытки создать герб города Ставрополя были предприняты в XIX веке. Так в 1841 году начальником Кавказской области генерал-лейтенантом П. Х. Граббе, был разработан проект герба, но его проект был отвергнут. В 1859 и в 1868 свои проекты представлял Б. В. Кёне, но и они также не были утверждены. На основе проекта герба города 1868 года был составлен герб губернии, он же стал и гербом города в 1878 году.

### Советское время
В советское время был разработан новый герб, который утверждён Ставропольским горсоветом депутатов трудящихся в 1969 году. Герб представлял собой щит, на котором были символически изображена два колоса, шестерёнка, пламя факела, в верхней части число «1777» — год основания Ставропольской крепости.

### Герб 1994 года
Решением городской Думы № 66 от 17 августа 1994 года был утвержден новый герб города. Его официальное описание гласит:

Герб города Ставрополя представляет собой геральдический щит, главной фигурой которого является прямой крест, отражающий имя города и разделяющий пространство щита на четыре поля. В нижнем правом от наблюдателя поле щита помещен исторический герб города, утверждённый 23 июня 1878 года: на зеленом фоне – серебряная гора; на вершине горы – золотая зубчатая с черными швами и открытыми воротами крепостная стена, увенчанная серебряной пятилучевой звездой; по склону горы к воротам ведет дорога. Так символически изображается город, начало которому положила Ставропольская крепость, воздвигнутая в 1777 году на горе, впоследствии названной Крепостной. Через Ставрополь пролегла дорога из России на Кавказ. С конца XVIII века Ставрополь играл роль российского форпоста и являлся воротами Кавказа. В верхнем левом поле щита изображены основные элементы городского герба, утверждённого 20 июня 1969 года. На красном фоне золотом изображен Вечный огонь как знак непреходящей памяти о прошлых поколениях, их подвигах и свершениях. Над пламенем Вечного огня серебряная стилизованная зубчатая фигура символизирует созидание, трудовую жизнь города. В нижнем левом поле щита изображен храм, выражающий образ России и представляющий Ставрополь как русский город на южном порубежье страны. В архитектуре храма узнается силуэт величественного Кафедрального собора на Крепостной горе, который долгое время был неотъемлемой частью городской среды. Традиционно Ставрополь является центром православной епархии на Северном Кавказе, в чём заключается ещё один смысл сюжета с храмом. В верхнем правом поле щита помещен всадник, олицетворяющий казачество. Он является одним из наиболее выразительных образов в истории и искусстве многонационального Северо-Кавказского региона. Всадник – символ храбрости, силы, быстроты и ловкости, а также ратного дела защиты Отечества. Геральдический щит обрамлен венком из дубовых листьев в золотом цвете. Венок перевит лентой цветов российского Флага (белый, синий, красный). Сверху над щитом золотым цветом изображены цифры 1777, означающие год основания города Ставрополя}}